# Henry Thynne (6e marquis de Bath)
Pour les articles homonymes, voir Henry Thynne.
Henry Frederick Thynne, 6e marquis de Bath (26 janvier 1905 - 30 juin 1992), titré vicomte Weymouth entre 1916 et 1946, est un aristocrate britannique, propriétaire foncier et homme politique du Parti conservateur.

## Jeunesse et formation
Il est le deuxième fils de Thomas Thynne (5e marquis de Bath), et de Violet Mordaunt, la fille illégitime de Harriet Mordaunt et de Lowry Cole (4e comte d'Enniskillen). Il fait ses études à la New Beacon School, Sevenoaks, Harrow et Christ Church, à Oxford. En 1916, il devient l'héritier apparent des domaines et des pairies de son père après que son frère aîné, John, a été tué au combat pendant la Première Guerre mondiale.
Dans les années 1920, la presse tabloïd le considère comme l'un des Bright Young People.

## Carrières politiques et militaires
En tant que vicomte Weymouth, il est élu député de Frome entre 1931 et 1935, et est membre du conseil du duché de Cornouailles de 1933 à 1936 et juge de paix du Wiltshire en 1938.
Il obtient le rang de major au service du Royal Wiltshire Yeomanry, combat pendant la Seconde Guerre mondiale et reçoit l'Étoile de Bronze et l'Étoile d'Argent pour des actions pendant cette période.
Il succède à son père en tant que marquis de Bath en 1946. Il est connu pour ses travaux forestiers sur le domaine ancestral de Longleat. C'est lui qui ouvre le château au public en 1949 et développe un parc safari en 1966.
À partir de 1960, il constitue ce qui va devenir la plus grande collection de peintures d'Adolf Hitler, au nombre de soixante en 1983 . Dans une certaine mesure, admirateur d'Hitler, le marquis aurait déclaré: « Hitler a fait énormément pour son pays » .

## Famille
Le 27 octobre 1927, il épouse d'abord Daphne Fielding (en), fille de George Vivian (4e baron Vivian), et ils divorcent en 1953. Ils ont cinq enfants:
- Caroline Jane Thynne (1928–1995); épouse David Somerset (11e duc de Beaufort)
- Thomas Timothy Thynne (1929–1930); est mort en bas âge.
- Alexander Thynn (7e marquis de Bath) (1932–2020); épouse Anna Gyarmathy
- Christopher John Thynne (1934–2017); épouse Antonia Palmer, fille de Sir Anthony Palmer, 4e baronnet.
- Valentine Charles Thynne (1937–1979); marié à Veronica Jacks. Il épouse, en secondes noces, Susanne Alder; puis Liese Dennis.

Après être devenu Lord Bath, il épouse, en secondes noces, Virginia Penelope Parsons (1917-2003), le 15 juillet 1953, à la suite de son divorce plus tôt cette année-là avec David Tennant. Ils ont une fille:
- Silvy Cerne Thynne (née le 22 décembre 1958); qui épouse Iain McQuiston, demi-frère d’Emma Weymouth, marquise de Bath[3].